# Moto G4
Moto G4 é um smartphone Android desenvolvido pela Motorola Mobility, divisão da Lenovo. Foi anunciado em 17 de maio de 2016, como o sucessor do Moto G de terceira geração. O smartphone foi lançado nos Estados Unidos em 28 de junho de 2016 e deve receber um amplo mercado no Brasil e Índia.

## Modelos

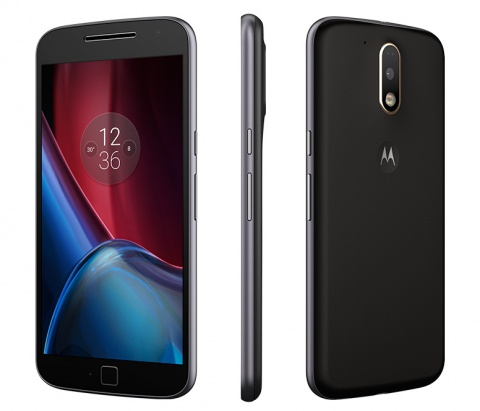
Moto G4 Plus

O Moto G4 é disponível em três versões. Moto G4 Play é um modelo de baixo custo, com qualidade da câmera e resolução da tela reduzidas. Moto G4 Plus é o modelo premium da série, com sensor de biométrico, 16 megapixels na câmera traseira, 2 GB de memória RAM (3 GB e 4 GB Somente nos Estados Unidos) e 32 GB de armazenamento interno (16 e 64 GB Somente nos Estados Unidos). O modelo original do smartphone é um intermediário entre as outras duas versões.
|                        | Moto G4 Play            | Moto G4                                  | Moto G4 Plus                     |
| ---------------------- | ----------------------- | ---------------------------------------- | -------------------------------- |
| Processador            | Snapdragon 410 1.2GHz   | Snapdragon 617 1.5GHz                    | Snapdragon 617 1.5GHz            |
| Núcleos do processador | 4 núcleos               | 8 núcleos                                | 8 núcleos                        |
| GPU                    | Adreno 306              | Adreno 405                               | Adreno 405                       |
| RAM                    | 2 GB                    | 2 GB                                     | 2, 3 ou 4 GB                     |
| Resolução da Tela      | HD (1280 x 720)         | Full HD (1920 x 1080)                    | Full HD (1920 x 1080)            |
| Tamanho da tela        | 5", 294 ppi             | 5.5", 401 ppi                            | 5.5", 401 ppi                    |
| Câmera traseira        | 8MP f/2.2 1080p30 video | 13MP f/2.0 1080p30 video com slow-motion | 16MP f/2.0 1080p30 video         |
| Bateria                | 2800mAh                 | 3000mAh com TurboPower charging          | 3000mAh, com TurboPower charging |
| Sensor biométrico      | Não                     | Não                                      | Sim                              |